# Паша Кас
Паша Кас (род. 29 марта 1995, Алматы) — казахстанский художник. В своих работах Кас использует минималистичные трафаретные техники, перформанс, фото и видео для создания уличного искусства. Известен своими работами, посвящёнными проблемам общества и окружающей среды.

## Биография
Родился в Алма-Ате в 1995 году, начал увлекаться рисованием и граффити в 15 лет. Получил архитектурное образование. Первая работа была создана в жанре граффити 2010 году для проекта «У стен есть уши».
Начиная с 2012 года создаёт работы на социальные и экологические темы. После ряда известных работ в Казахстане переехал в Россию. За это время успел отметиться рядом работ в Москве и Санкт-Петербурге. Сейчас у художника более 30 масштабных работы, которые находятся не только в Казахстане, но и во множествах городах по всему миру.

## Награды и премии
В 2019 году получил премию Сергея Курёхина за проект «С новым годом, товарищ». Премию художник посвятил задержанным казахстанским активистам.
Включён в список молодых лидеров «30 Under 30» — предпринимателей и людей искусства по версии журнала Forbes Asia

## Известные работы

### Казахстан

#### 2012
«Всем Пох»

#### 2014
«Немножко параллельная реальность»
Манифест «Крик» (полигон)

#### 2016
«Пляшем», создан на фасаде жилого дома города Темиртау напротив металлургического завода

#### 2020
«Надежда на светлое будущее»

#### 2022
Видео-перфоманс «Послание»

### Россия

#### 2016
«Джоконда в образе дворника»
«Посвящение Хармсу»    Создание работы  и история с её закрашиванием  

#### 2017
«Привет Дэмиену Херсту»

#### 2018
«С Новым годом, товарищи»

#### 2019
«Окна в другую реальность»
«Человейник»

### Грузия

#### 2019
«Мечта Пиросмани»

### США

#### 2019
«Пешеходный переход»

### Германия

#### 2019
В музее MON Collection of Contemporary Art